# Christian Samir Martínez
Christian Samir Martínez Centeno (La Ceiba, 8 settembre 1990) è un ex calciatore honduregno, di ruolo attaccante.